# Gara Alexandra Palace
Gara Alexandra Palace este o gară din Burgul Haringey din nordul Londrei, aflată pe Ruta Great Northern, parte din Magistrala East Coast. Numele său este preluat de la Alexandra Palace, aflat în apropiere. Gara este la 8 km de Londra King's Cross și este situată între Hornsey și fie New Southgate pe magistrală sau Bowes Parc pe Bucla Hertford care se desprinde din magistrală la nord de Alexandra Palace.
Este în zona tarifară londoneză 3. Toate trenurile care deservesc sunt operate de Great Northern. 
Această gară este singura care mai există din cele trei care au deservit Alexandra Palace. O fostă gară, numită tot Alexandra Palace, era situată chiar lângă palat, pe linia Highgate-Alexandra Palace, în timp ce gara Palace Gates (Wood Green) se afla pe Linia Palace Gates.
Imediat la nord de gară este depoul Bounds Green, folosit pentru depozitarea și întreținerea trenurilor de mare viteză folosite pe linia principală. O linie adiacentă gării este utilizată de către locomotivele de manevră care mișcă vagoane și locomotive în depou.
S-a propus ca această gară să devină un terminal pentru linia Crossrail 2.

## Conexiuni
Autobuzele 184 și W3 opresc la această gară.